# Timbiriche disco ruido
Disco Ruído (Também chamado "A Banda Timbiriche" pelo LP) é o disco número 4 da banda Timbiriche, lançado ao final de 1983. Este disco é o debute de Erik Rubín no grupo, e marca uma mudança de conceito, pois a banda estaria integrada por 4 garotas e 3 garotos. A adaptação de Erik foi difícil com seus colegas, mas não com o público e os fãs, que o aceitaram de imediato, e apesar das más opiniões que trazia ao anexar um novo elemento à banda, o disco teve boas críticas, bem como excelentes vendas, e se considerado como dos favoritos dos jovens mexicanos.
Os sucessos correspondentes a este álbum foram «Rock del Manicomio», «Lo Pensé Muy Bien», «Disco Ruido» e «Adiós a la Escuela».

## Lista de canções

### Em formato LP
| N.º | Título               | Duração |  |
| 1.  | "Disco ruido"        |         |  |
| 2.  | "No crezcas más"     |         |  |
| 3.  | "Solo en mi cuarto"  |         |  |
| 4.  | "Como tú"            |         |  |
| 5.  | "Rock del manicomio" |         |  |

| N.º | Título               | Duração |  |
| 1.  | "Hay que entrenar"   |         |  |
| 2.  | "Historia de..."     |         |  |
| 3.  | "Adiós a la escuela" |         |  |
| 4.  | "Lo pensé muy bien"  |         |  |
| 5.  | "Gordita"            |         |  |
| 6.  | "Rocanrolero yo soy" |         |  |

### Em formato CD
| N.º | Título               | Duração |  |
| 1.  | "Disco ruido"        |         |  |
| 2.  | "No crezcas más"     |         |  |
| 3.  | "Solo en mi cuarto"  |         |  |
| 4.  | "Como tú"            |         |  |
| 5.  | "Rock del manicomio" |         |  |
| 6.  | "Historia de..."     |         |  |
| 7.  | "Hay que entrenar"   |         |  |
| 8.  | "Adiós a la escuela" |         |  |
| 9.  | "Lo pensé muy bien"  |         |  |
| 10. | "Gordita"            |         |  |
| 11. | "Rocanrolero yo soy" |         |  |

## O disco
Tem coreografas mais planeadas e melhoradas, é um pouco mais profissional e um estilo mais "pré-adolescente", foi gravado com um som mui ruidoso, tal como é o título do álbum "Disco Ruido".

## Curiosidades
- É o primeiro álbum de Erik Rubin formalmente como integrante.
- Erik teve uma difícil adaptação com seus colegas.
- O tema «Rock del Manicomiox» foi gravado antes da entrada de Erik ao grupo, e ao ingressar, regravou-se a canção colocando sua voz em lugar da de Paulina Rubio.
- No LP do álbum, chamado «La Banda Timbiriche», algumas canções estão em posições diferentes de quando se republicou o álbum em CD.
- É o álbum com menos fama do grupo em sua etapa infantil e o último de sua etapa como crianças.

## Realização
- Baixo: Fosco Foschini.
- Bateria: Mauro Gherardi.
- Guitarras: Andrea Fornili, Romano Trevisiani, Paolo Giovanni.
- Teclado: Enzo Feliciati, F. Foschini.
- Trombeta E. Feliciati.
- Saxo: Tom Sheret.
- Arranjos: Feliciati, Foschini.
- Produção: Enzo Feliciati.
- Estúdios: HELIX; Eng.º de Som: Ivan Moreno.
- Estúdios: LAGAB; Eng.º de Som: Horacio Saldiva, Carlos Ceballos.
- Estúdios em Itália: Sweet Valley; Eng.º de Som: Enrico Land, Imola Bologna.
- Agradecimentos a: Miguel Bosé, por sua amizade, Gordita, Anni Kursell, Jenny Sotomayor, Marisa de la Vega, por sua paciência e constância.
- Fotografia e desenho: Gilardi/MW S.A. Publicidade.

## Integrantes
- Diego, Paulina Rubio, Mariana, Benny, Alix, Sasha, Erik.